# Булбушићи
Булбушићи су насељено мјесто у Босни и Херцеговини у Општини Бреза које припада ентитету Федерација Босне и Херцеговине. Према попису становништва из 1991. у насељу је живјело 579 становника.

## Становништво
| Националност       | 1991.        |
| Муслимани          | 491 (84,80%) |
| Хрвати             | 32 (5,52%)   |
| Срби               | 15 (2,59%)   |
| Југословени        | 36 (6,21%)   |
| остали и непознато | 5 (0,86%)    |
| Укупно             | 579          |

Балбушићи као самостално насељено мјесто постоје од пописа 1991. године.